# Sceletium tortuosum
Espèce
Classification phylogénétique
Sceletium tortuosum ou Kanna est une espèce de plantes de la famille des Aizoaceae. Les Khoïkhoïs d'Afrique du Sud mâchaient la racine et les feuilles du Sceletium, pour ses propriétés enthéogènes et sédatives.

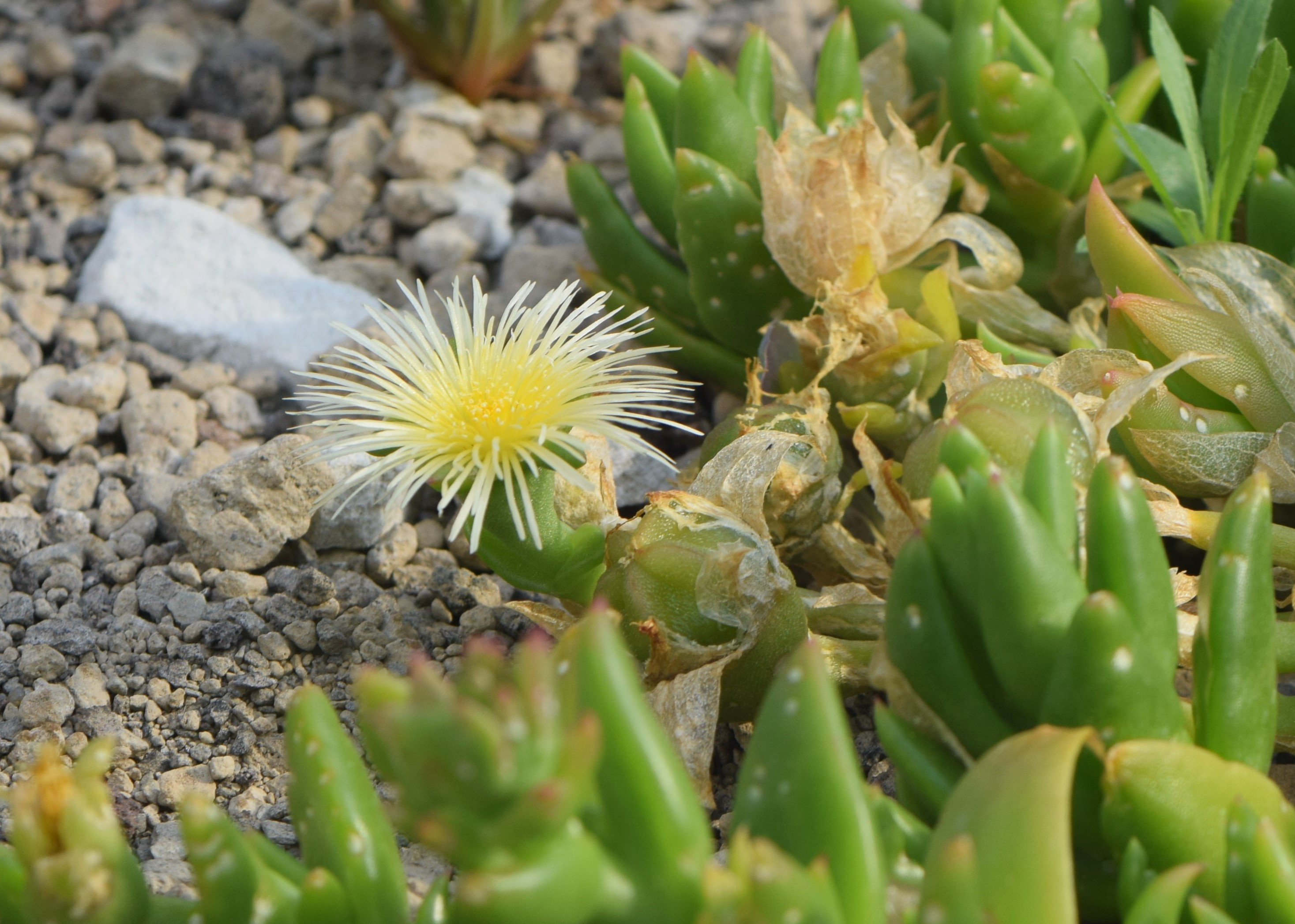

Cette plante grasse, rampante, fleurissant d'avril à octobre, est facile de culture. On peut la cultiver en intérieur comme un cactus. Sa croissance est moyenne. Elle est à cultiver en terre légère et riche.
Sceletium tortuosum contient nombre de substances actives, dont la principale est l'alcaloïde mésembrine, mais contient aussi en plus faible quantités de nombreuses substances apparentées à cet alcaloïde tel que la tortuosamine de formule brute C20H26N2O2, ainsi que des substances n'étant pas des amines, comme le mésembrénol et la mésembrénone,,. Ces dernières n'ont pas encore été soumises à des tests, leur proportion étant faible dans la plante et trop récemment découvertes.

## Notes et références

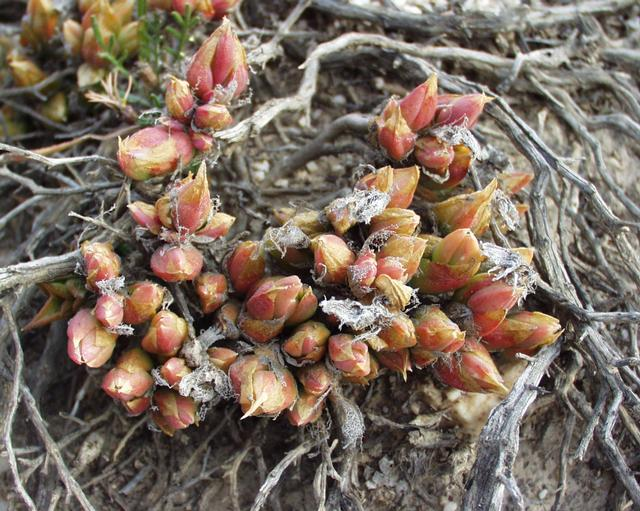
Sceletium tortuosum, bourgeons